# Безменово (посёлок, Новосибирская область)
Безменово — посёлок в Черепановском районе Новосибирской области. Входит в состав Искровского сельсовета.

## География
Площадь посёлка — 53 гектара.

## Население
| 2002 | 2007 | 2010 |
| ---- | ---- | ---- |
| 172  | ↗187 | ↘155 |

## Инфраструктура
В посёлке по данным на 2007 год функционируют 1 учреждение здравоохранения и 1 учреждение образования.